# Washi
Le washi, également prononcé wagami (和紙) et souvent mentionné comme « papier japon », est le papier fabriqué artisanalement au Japon depuis le VIIe siècle. Composé de longues fibres de bois entrelacées extraites de l'écorce du mûrier à papier (kōzo), il est léger, flexible et solide.
En 2014, le washi est inclus dans la liste du patrimoine culturel immatériel de l'Unesco.

## Histoire
Le washi 和紙 est le papier fabriqué artisanalement au Japon depuis le VIIe siècle, après l'apport des techniques de papier de soie par les Chinois avec le bouddhisme, l'écriture et autres éléments culturels.
Le papier japon utilisé au XVIIe siècle par Rembrandt est « soyeux, nacré, jaune clair ou gris ».
La résistance mécanique de ce papier est telle qu'il a été utilisé lors de la Seconde Guerre mondiale pour la confection de « ballons incendiaires » dans le projet Fugo : un millier de ces ballons auraient atteint les États-Unis, causant la mort d'au moins cinq personnes en Oregon.
Une autre appellation est le papier impérial du Japon

## Utilisation
Il en existe plus de quatre cents sortes, aux motifs et couleurs variés, utilisées pour rédiger des cartes ou invitations, recouvrir des boîtes ou fabriquer les fenêtres translucides des portes coulissantes (shōji), des emballages, des faire-part, des abat-jour ou des cerfs-volants. Il peut aussi être utilisé pour créer des ustensiles, notamment des bols, en les recouvrant de laque, des parapluies en les enduisant d'huile de pérille, des imperméables (kamiko), des lanternes (chōchin), des lampes (andon), des éventails (uchiwa ou sensu).
Le washi sert de support pour des œuvres artistiques, gravures de Jacques Hnizdovsky ou aquarelles de Takeuchi Seiho, parmi beaucoup d'autres. L'artiste contemporain Jeannine Cook utilise ce papier en collage dans ses dessins à la pointe de métal, tandis que d'autres l'emploient dans la création de sculptures, pliages, et découpages,,.
La restauration des documents graphiques nécessite l’utilisation d’un papier à la fois très fin et résistant. Dans tous les ateliers, les restaurateurs connaissent les qualités du papier japon, originaire de l'Extrême-Orient. Malgré son extrême légèreté (jusqu'à 3 grammes au mètre carré), il offre cette capacité unique de résistance physico-chimique qu’aucun autre papier ne possède.
C'est aussi un papier très utilisé pour les partitions de musique. Il est encore employé en modélisme pour recouvrir les ailes et le fuselage des avions. Pour cet usage, on emploie aussi du papier de couleur, tel le papier orange caractéristique des boîtes de construction de modèles réduits de planeurs Chalange et Bonnet. Une fois collé sur la structure, le papier est tendu une première fois par une pulvérisation d'eau, puis renforcé et protégé par l'application d'une ou plusieurs couches de vernis cellulosique.

## Composition
Les fibres utilisées les plus connues portent les noms de kōzo (Broussonetia papyrifera), ganpi (Wikstroemia sikokiana) et mitsumata (Edgeworthia chrysantha). Chacune d'entre elles confère au papier des caractéristiques particulières.
Alors qu'il est fabriqué à partir des fibres du mûrier à papier, il est appelé, en Occident par erreur, papier de riz ou papier de soie car le mûrier blanc (Morus alba L.), arbre assez proche du mûrier à papier, est celui où on élève le bombyx, la chenille qui produit la soie.

## Simili Washi
Au début du XIXe siècle, la papeterie Van Gelder installée dans l'est des Pays-Bas envoie des agents au Japon pour se renseigner sur la fabrication du papier. Les informations recueillies ont permis le développement d'un nouveau papier appelé « Simili Japon ». Ce papier est encore produit aujourd'hui par la papeterie Schut qui racheta la Van Gelder Papermill en 1710. La papeterie Schut fut vendue à son tour à la papeterie française Claire Fontaine en 1998.
Ce papier est utilisé en reliure, mais aussi pour la calligraphie et en gravure, notamment dans le tirage des manières noires.

## Patrimoine culturel immatériel de l’humanité
En 2014, l'Unesco inscrit le washi sur la liste représentative du patrimoine culturel immatériel de l'humanité.
Trois communautés du Japon sont concernées:
- le quartier de Misumi-chō[2] de Hamada dans la préfecture de Shimane ;
- Mino[12] dans la préfecture de Gifu ;
- Ogawa[2] et Higashichichibu[2] dans la préfecture de Saitama.

## Fabricants

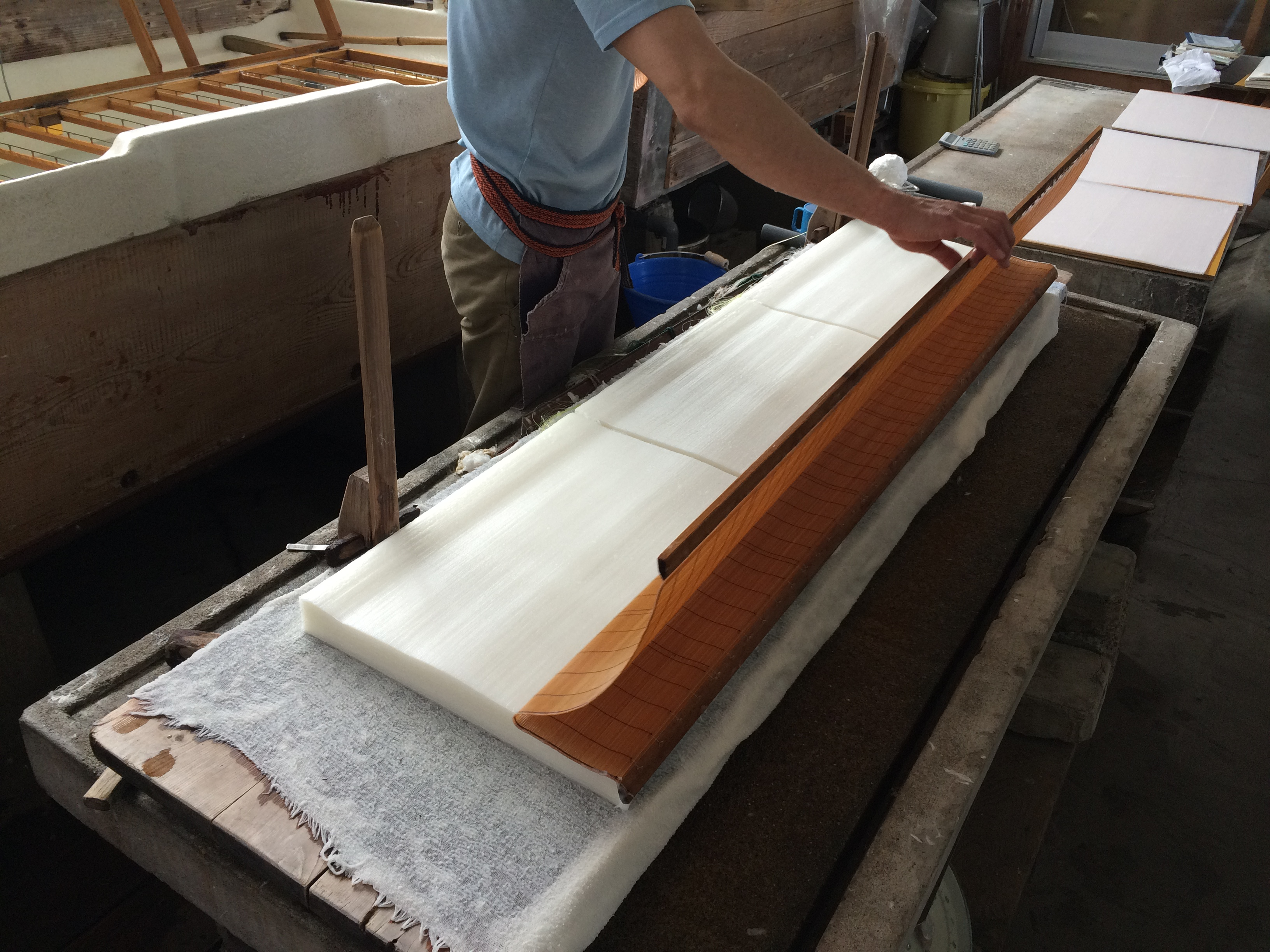
Exemple usinage d'IseWashi pour o-fuda du temple d'Ise.

### Japonais
- Awa washi (Tokushima)
- Ecchu washi (Toyama)
- Echizen[13] washi[14] (Fukui) : Iwano Ichibē[15]
- Gundo-gami (Tokyo)
- Inshū washi (Tottori)
- IseWashi (Mie)
- Kurotani washi (Kyoto)
- Mino washi[12] (Gifu)
- Najio washi (Hyōgo)
- Nishinouchi-shi (Ibaraki)
- Ogawa washi (Saitama)
- Ôzu washi (Ehime)
- Sekishū washi (Shimane)
- Sugihara-gami (Hyōgo)
- Tosa washi (Kōchi)
- Uchiyama-gami (Nagano)
- Yame washi (Fukuoka)

### Français
- Benoît Dudognon et Stéphanie Allard[16] (Arles)

## Filmographie
- Dans le documentaire Gérard de par le monde : Japon, « Fukui, les maîtres des forêts » de Sébastien Fallourd (Arte, 2018), Eriko Takeda et Gérard Depardieu rendent visite au fabricant de washi Iwano Ichibē IX, trésor national vivant du Japon[17],[18].
- Le journal télévisé du 13 h de TF1 a fait un reportage sur le washi fabriqué à Salasc dans l’Hérault par Benoît Dudognon[19] selon la technique du nagashizuki[16].